# کارو حق‌وردیان
کارو حق‌وردیان ((به ارمنی: Կարո Հախվերդեան)؛ زاده ۱۱ ژانویه ۱۹۴۵) بازیکن بازنشسته فوتبال ارمنی‌تبار اهل ایران است. 

## ابتدای زندگی

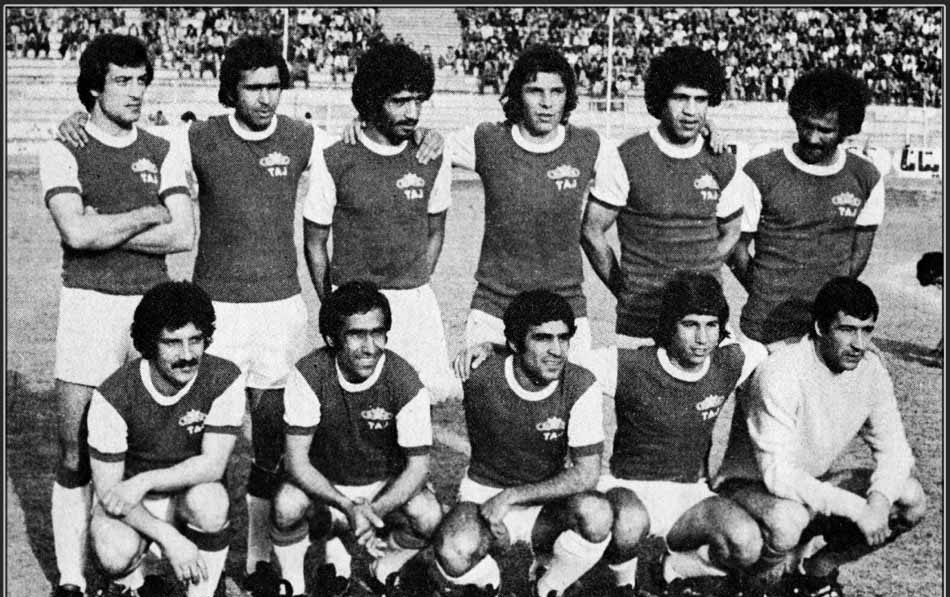

کارو، با نام اصلی عزیز حق‌وردیان متولد (۲۱ دی ۱۳۲۴) در منطقه مجیدیه تهران به دنیا آمد.

## فعالیت‌های باشگاهی
او نیز به رسم سایر فوتبالیست‌های ارامنه، فوتبال حرفه‌ای خود را از باشگاه آرارات تهران در سال ۱۳۴۲ آغاز کرد.

### باشگاه استقلال (تاج سابق)
کارو از سال ۱۳۴۷ تا ۱۳۵۶ هافبک میانی تاج بود.
در بازی خداحافظی او در اسفند ۱۳۵۵، قدیمی‌های تاج در برابر منتخب ارامنه در امجدیه به میدان رفتند که منتخب ارامنه با گل ناواساردیان به پیروزی رسید. ناصر حجازی، علی جباری، منصور پورحیدری، نصرالله عبداللهی، عزت جان ملکی، جواد قراب، محمدرضا عادلخانی، میخائیل پطروسیان، مائیس میناسیان، گارنیک شه‌بندری، عابدیان از حاضرین در این بازی بودند.

#### حضور در دربی‌ها
| #  | تاریخ             | مکان | نتیجه                                                      | توضیحات                                |
| -- | ----------------- | ---- | ---------------------------------------------------------- | -------------------------------------- |
| ۲  | ۲۰ دی ماه ۱۳۴۷    |      | تساوی                                                      |                                        |
| ۳  | ۳۱ مرداد ماه ۱۳۴۸ |      | برتری ۳–۱ استقلال                                          | گلزنی کارو در دقیقه ۸۹                 |
| ۴  | ۱۷ بهمن ۱۳۴۸      |      | برتری ۱–۰ استقلال (تا دقیقه ۸۲) در نهایت برتری ۳–۰ استقلال |                                        |
| ۵  | سوم مهر سال ۱۳۴۹  |      | برتری ۳–۲ استقلال                                          | گلزنی کارو در دقیقه ۸۷ / دیدار دوستانه |
| ۶  | ۲۷ دی ماه ۱۳۴۹    |      | تساوی ۱–۱ تا دقیقه ۸۰                                      |                                        |
| ۷  | ۲۸ خرداد ۱۳۵۰     |      | تساوی ۱–۱                                                  |                                        |
| ۸  | ۱۵ بهمن ۱۳۵۰      |      | برد ۴–۱ پرسپولیس                                           |                                        |
| ۹  | سوم فروردین ۱۳۵۱  |      | برد ۲–۰ پرسپولیس                                           |                                        |
| ۱۰ | ۱۱ اسفند ۱۳۵۱     |      | برد ۲–۰ استقلال                                            | حق وردیان با عباس نوین روزگار تعویض شد |
| ۱۲ | ۱۶ شهریور ۱۳۵۲    |      | بردی ۶–۰ پرسپولیس                                          |                                        |
| ۱۳ | ۱۸ آذر ۱۳۵۲       |      | تساوی ۱–۱                                                  |                                        |
| ۱۴ | چهارم خرداد ۱۳۵۳  |      | برد ۱–۰ استقلال                                            |                                        |
| ۱۵ | ۲۷ آذر ۱۳۵۳       |      | برد ۲–۱ پرسپولیس                                           |                                        |
| ۱۶ | ۱۵ اردیبهشت ۱۳۵۴  |      | برد ۳–۱ استقلال                                            |                                        |
| ۱۷ | ۲۵ مهر ۱۳۵۴       |      | برد ۲–۰ پرسپولیس                                           |                                        |
| ۱۸ | ۲۷ اسفند ۱۳۵۴     |      | تساوی ۱–۱                                                  |                                        |

## تیم ملی

کارو حق‌وردیان از سال ۱۹۶۸ تا ۱۹۷۵ میلادی عضو تیم ملی فوتبال ایران بود.
کارو در خط میانی تا سال ۱۳۵۳ برای تیم ملی توپ زد.

## افتخارات
از افتخارات کارو حق‌وردیان کسب مقام قهرمانی جام ملت‌های آسیا در سال ۱۹۶۸ (۱۳۴۷) در تهران می‌باشد.
افتخارات کارو حق‌وردیان
- قهرمانی در جام باشگاه‌های آسیا در سال ۱۳۴۹ به همراه تیم تاج
- قهرمان چهار دوره جام باشگاه‌های تهران در سال‌های ۴۷، ۴۸، ۵۰ و ۵۱ به همراه تیم تاج
- قهرمانی در لیگ تخت جمشید سال ۱۳۵۳ به همراه تیم تاج

## زندگی شخصی
کارو حق‌وردیان هم‌اکنون در ایالات متحده آمریکا زندگی می‌کند.

## یادداشت

بازی خداحافظی کارو حق‌وردیان در ۲۲ فروردین ۱۳۵۶

1. ↑  این بازی تا دقیقه ۸۲ با تک گل غلامحسین مظلومی به سود استقلال بود اما به دلیل سیلی عزیز اصلی به صورت داور مسابقه، این دیدار از دقیقه ۸۲ نیمه کاره ماند و در نهایت ۳ بر صفر به سود استقلال اعلام شد.
2. ↑  این دیدار به دلیل اعتراض ترکیب پرسپولیس به داور و درگیری فیزیکی عزیز اصلی با داور نیمه کاره ماند و در نهایت سه بر صفر به سود استقلال اعلام شد.